# Black Abbey

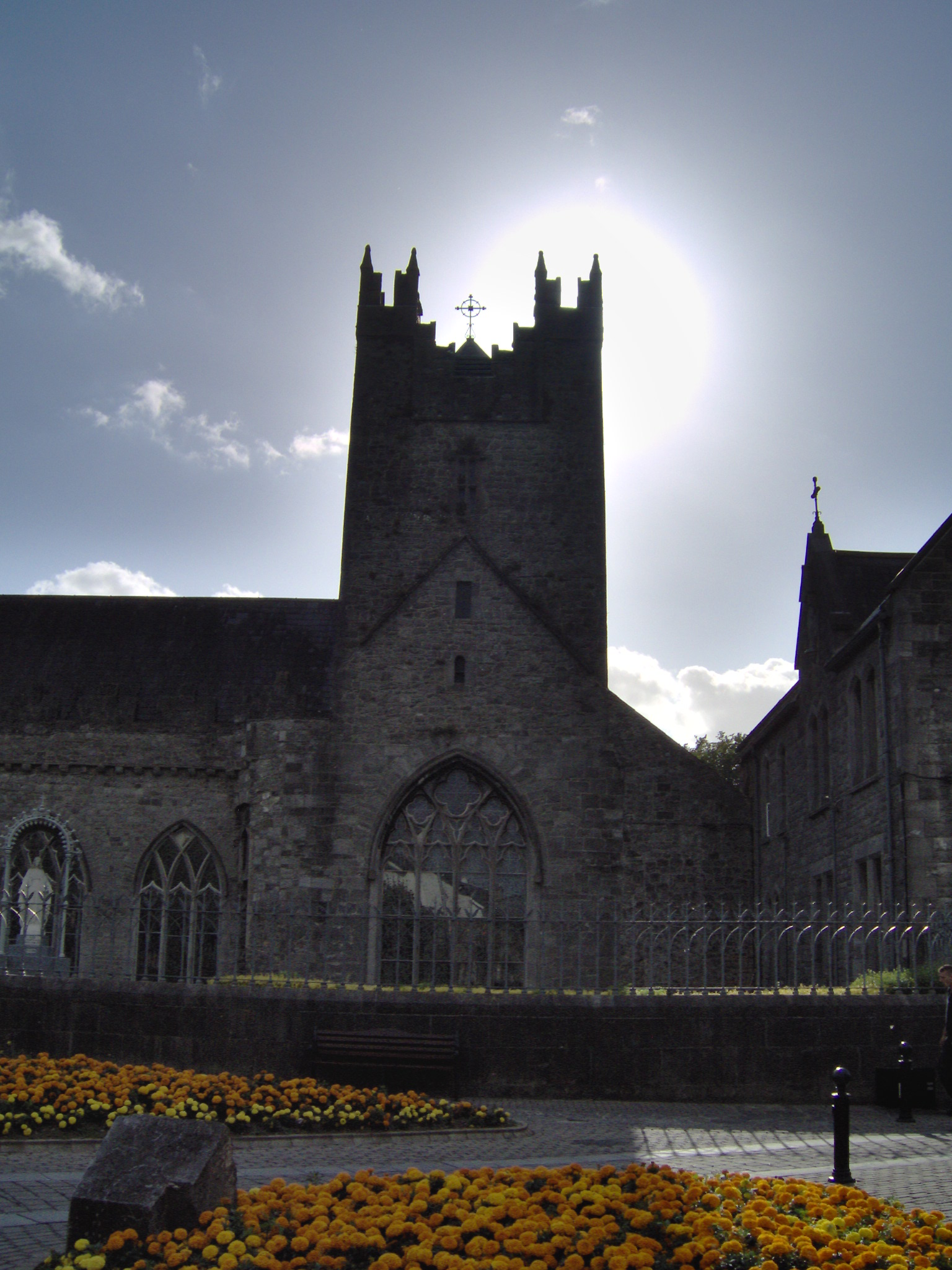
Black Abbey

La Black Abbey ("Abbazia Nera") è una piccola abbazia domenicana della città di Kilkenny, in Irlanda.
L'abbazia, fondata da Guglielmo il Maresciallo, II conte di Pembroke nel 1225, prende il nome dall'abito scuro dei monaci. Nel 1543, sei anni dopo la soppressione dei monasteri voluta da Enrico VIII, fu trasformata in un palazzo di giustizia. Con l'arrivo di Oliver Cromwell nel 1650, fu quasi totalmente distrutta e solo nel 1866 furono avviati i lavori di ricostruzione. Perciò, quello che oggi si può vedere dell'abbazia, in realtà risale quasi completamente al XVIII e XIX secolo.